# Francesc Platon i Verdaguer
Francesc Platon i Verdaguer (Barcelona, 26 de maig de 1920 - Barcelona, 24 de novembre de 1994) fou un futbolista, entrenador d'hoquei patins i dirigent esportiu català.

## Trajectòria
Es formà futbolísticament a la Penya Saprissa, passant a partir de 1937 a l'equip reserva. Formà part del primer equip del RCD Espanyol la temporada 1940-41, sense arribar a jugar cap partit de lliga.
Més tard entrà a la junta directiva del club i a partir de 1947 substituí Joan Antoni Samaranch com a delegat de la secció d'hoquei sobre patins del club.
Destacà en la seva etapa de seleccionador espanyol d'hoquei patins, on entre 1951 i 1960 guanyà dos campionats del Món (1954, 1955) i el campionat d'Europa de 1957.
A partir de la dècada de 1960 ocupà nombrosos càrrecs directius en el món de l'esport, essent president de la Federació Espanyola de Patinatge (1961-66), representant de la Delegación Nacional d'Educación Física y Deportes a Catalunya, vicepresident de la Diputació de Barcelona i de 1977 a 1980, delegat del Consejo Superior de Deportes a Barcelona.